# Subdivisões da Áustria
Como uma república federal, a Áustria está dividida em nove estados (em alemão:  Bundesländer). Estes estados estão divididos em distritos (Bezirke) e cidades estatutárias (Statutarstädte). Os distritos estão subdivididos em municípios  (Gemeinden). As cidades estatutárias acumulam as competências concedidas a distritos e municípios.

## Estados
A Áustria é uma república federal dividida em nove Estados. Os estados não são meras divisões administrativas, mas possuem autoridade legislativa distinta do governo federal, como em matérias de cultura, assistência social, proteção da natureza, caça, construção e zoneamento. Nos últimos anos, tem sido discutido se hoje em dia é apropriado para um pequeno país manter dez parlamentos.

Os nove estados da Áustria

## Distritos e cidades estatutárias
A Áustria é dividida em 84 distritos políticos (Politische Bezirke) e 15 cidades estatutárias (Statutarstädte), que acumulam o status de distrito e município ao mesmo tempo.

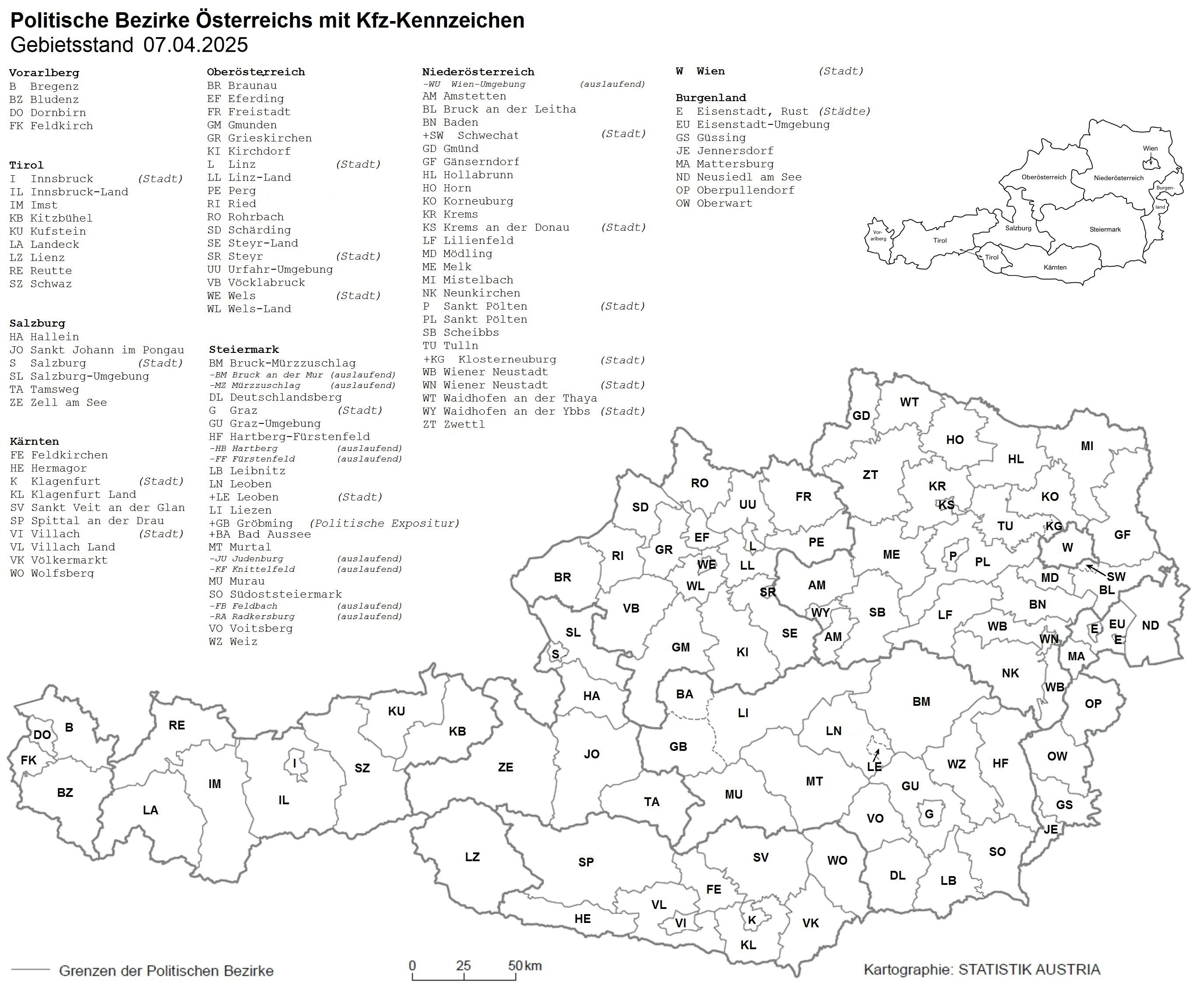
Mapa da Áustria subdividido em 84 distritos. Em vermelho as 15 cidades estatutárias (Statutarstadt)

## Municípios
A Áustria está dividida em 2093 municípios (Gemeinden, em 01 de janeiro de 2023). O município é o menor nível de divisão administrativa da Áustria de acordo com a Constituição Federal. A capital federal, Viena, e as outras 14 cidades estatutárias (Statutarstädte) são consideradas municípios, porém, suas estruturas organizacionais e funções diferem substancialmente dos municípios "comuns".
Distribuição dos municípios por tipo:
- municípios ou municípios rurais (Gemeinden): 1.118
- mercados ou municípios mercado (Marktgemeinden): 773
- cidades (Stadtgemeinden): 187 (exceto as estatutárias)
- cidades com estatuto de distrito (Statutarstädte - cidades estatutárias): 15

| Estado        | Municípios em geral | Cidades (não estatutárias) | Cidades estatutárias | Mercados | Demais municípios |
| ------------- | ------------------- | -------------------------- | -------------------- | -------- | ----------------- |
| Burgenland    | 171                 | 11                         | 2                    | 67       | 91                |
| Caríntia      | 132                 | 15                         | 2                    | 47       | 68                |
| Baixa Áustria | 573                 | 72                         | 4                    | 327      | 170               |
| Alta Áustria  | 438                 | 30                         | 3                    | 152      | 253               |
| Salzburgo     | 119                 | 10                         | 1                    | 25       | 83                |
| Estíria       | 286                 | 34                         | 1                    | 122      | 129               |
| Tirol         | 277                 | 10                         | 1                    | 21       | 245               |
| Vorarlberg    | 96                  | 5                          | —                    | 12       | 79                |
| Viena         | 1                   | —                          | 1                    | —        | —                 |
| Áustria       | 2 093               | 187                        | 15                   | 773      | 1 118             |